# Simply the Best of
Albums de Werrason
Temps présent (Mayi ya sika) Techno Malewa Sans Cesse vol. 1
Simply The Best Of, Vol. 1 est un album du chanteur Werrason sorti en 2008.

## Pistes
| 1.  | Fleur d'Afrique        | Werrason                |  |
| 2.  | Augustine (Remix)      | Werrason                |  |
| 3.  | Kala Yi Boeing (Remix) | Werrason & Pit Baccardi |  |
| 4.  | Nicky D (Remix)        | Werrason                |  |
| 5.  | Sans Poto              | Werrason & Youssoupha   |  |
| 6.  | Blandine (Remix)       | Werrason                |  |
| 7.  | Baby                   | Werrason                |  |
| 8.  | Magie                  | Werrason & Pit Baccardi |  |
| 9.  | Tu m'avais dit         | Werrason & Youssoupha   |  |
| 10. | Outro                  | Werrason                |  |